# Moe (artist)
Mohammed Alazzawie, Moe, född 29 november 1984, är en svensk tidigare sångare och låtskrivare från Örebro. Han utkom 2002 med skivan My World (BMG) och hade tre mindre hits – "Backstabber", "Side by Side" och "Stop". Han lanserades bland annat i samarbete med nätcommunityt Lunarstorm.